# Nati nel 1988/Ottobre
| Questa pagina contiene informazioni ricavate automaticamente dalle voci biografiche con l'ausilio del template Bio e di un bot. L'aggiornamento è periodico e automatico e ricostruisce completamente la pagina. Se manca una persona in questa lista, sei pregato di non aggiungerla, ma accertati piuttosto che la sua voce biografica contenga il template Bio e che i dati anagrafici siano correttamente compilati. Se il template Bio manca, inseriscilo tu stesso o, in alternativa, metti l'avviso {{tmp\|Bio}} che ne segnala la mancanza. Se i dati riportati sono sbagliati, correggi direttamente la voce biografica; le modifiche saranno visibili in questa lista entro pochi giorni. Per chiarimenti vedi il progetto biografie. La lista contiene solo le 482 persone che sono citate nell'enciclopedia e per le quali è stato implementato correttamente il template Bio. Pagina aggiornata al 10 ago 2025. |

- 1º ottobre - Salomon Wisdom Aka, ex calciatore beninese
- 1º ottobre - Lukas Brazdauskis, ex cestista lituano
- 1º ottobre - Manoel Crema, ex giocatore di calcio a 5 brasiliano
- 1º ottobre - Fabrizio De Flaviis, doppiatore e direttore del doppiaggio italiano
- 1º ottobre - Mostafa El Gamel, martellista egiziano
- 1º ottobre - Erivelto Emiliano da Silva, calciatore brasiliano
- 1º ottobre - Juan Forlín, ex calciatore argentino
- 1º ottobre - Cariba Heine, attrice sudafricana
- 1º ottobre - Hong Bo-ram, cestista sudcoreana
- 1º ottobre - Joshua John, ex calciatore olandese
- 1º ottobre - Neven Laštro, calciatore bosniaco
- 1º ottobre - Artur Pătraș, calciatore moldavo
- 1º ottobre - Rachel Rourke, pallavolista australiana
- 1º ottobre - Matthias Schamp, calciatore belga
- 1º ottobre - Juan Viscardi, giocatore di football americano svizzero
- 1º ottobre - Nick Whitaker, attore statunitense
- 2 ottobre - Jack Collison, allenatore di calcio e ex calciatore gallese
- 2 ottobre - Brittany Howard, cantautrice e musicista statunitense
- 2 ottobre - Sascha Kotysch, allenatore di calcio e ex calciatore tedesco
- 2 ottobre - Flavie Lemaître, allenatrice di calcio e ex calciatrice francese
- 2 ottobre - Abel Mutai, siepista keniota
- 2 ottobre - Antonino Parrinello, ex ciclista su strada italiano
- 2 ottobre - Gabriele Patriarca, doppiatore, direttore del doppiaggio e dialoghista italiano
- 2 ottobre - Constantin Popovici, tuffatore rumeno
- 2 ottobre - Hamdan Qassim, calciatore emiratino
- 2 ottobre - Ismael Quílez, calciatore argentino
- 2 ottobre - Alex Tenorio Rodrigues de Lima, ex calciatore brasiliano
- 2 ottobre - Ivan Zaytsev, pallavolista italiano
- 3 ottobre - Maximiliano Arias, ex calciatore uruguaiano
- 3 ottobre - Valeria Battisodo, cestista italiana
- 3 ottobre - Mike Belfiore, ex giocatore di baseball statunitense
- 3 ottobre - Emanuele Catania, lunghista italiano
- 3 ottobre - Alex Dowsett, ex ciclista su strada e pistard britannico
- 3 ottobre - Béatrice Edwige, pallamanista francese
- 3 ottobre - Željko Filipović, ex calciatore sloveno
- 3 ottobre - Dustin Gazley, hockeista su ghiaccio statunitense
- 3 ottobre - Starley, cantante australiana
- 3 ottobre - Josip Knežević, calciatore croato
- 3 ottobre - Nizar Hamid Nassir, calciatore sudanese
- 3 ottobre - Pak Nam-chol, calciatore nordcoreano
- 3 ottobre - Sun Linlin, pattinatrice di short track cinese
- 3 ottobre - Lóránd Szatmári, calciatore ungherese
- 3 ottobre - Vander Vieira, calciatore brasiliano
- 3 ottobre - Alicia Vikander, attrice svedese
- 3 ottobre - Paul Young, calciatore vanuatuano
- 4 ottobre - Revaz Barabadze, ex calciatore georgiano
- 4 ottobre - Melissa Benoist, attrice statunitense
- 4 ottobre - Caner Erkin, calciatore turco
- 4 ottobre - Kim Yu-bin, cantante, rapper e modella sudcoreana
- 4 ottobre - Erik Koch, artista marziale misto statunitense
- 4 ottobre - Owen Marecic, giocatore di football americano statunitense
- 4 ottobre - Renato Ribeiro Calixto, calciatore brasiliano
- 4 ottobre - Derrick Rose, ex cestista statunitense
- 4 ottobre - Magdaléna Rybáriková, ex tennista slovacca
- 4 ottobre - Halldór Smári Sigurðsson, ex calciatore islandese
- 4 ottobre - Manuel Volpi, arbitro di calcio italiano
- 4 ottobre - Yun Young-sun, ex calciatore sudcoreano
- 5 ottobre - Liban Abdi, calciatore somalo
- 5 ottobre - Salman Al-Moasher, calciatore saudita
- 5 ottobre - Stephen Alimenda, ex calciatore zimbabwese
- 5 ottobre - Iva Borović, ex cestista e allenatrice di pallacanestro croata
- 5 ottobre - Bobby Edner, attore statunitense
- 5 ottobre - Moestafa El Kabir, ex calciatore marocchino
- 5 ottobre - Valerij Fedorčuk, ex calciatore ucraino
- 5 ottobre - Claudia Ferraris, modella italiana
- 5 ottobre - Corin Henry, cestista statunitense
- 5 ottobre - Greg Jones, giocatore di football americano statunitense
- 5 ottobre - Robbie Kruse, ex calciatore australiano
- 5 ottobre - Matilda Mecini, modella albanese
- 5 ottobre - Kevin Oluwole Olusola, musicista statunitense
- 5 ottobre - Anastagia Pierre, modella bahamense
- 5 ottobre - Damir Rašić, calciatore croato
- 5 ottobre - Danijel Rašić, calciatore croato
- 5 ottobre - Daniel Toribio, calciatore spagnolo
- 5 ottobre - Anthony Van Loo, ex calciatore belga
- 5 ottobre - Sam Warburton, rugbista a 15 britannico
- 6 ottobre - Sitare Akbaş, attrice turca
- 6 ottobre - Bryan Anger, giocatore di football americano statunitense
- 6 ottobre - Austin Berry, ex calciatore statunitense
- 6 ottobre - Federica Brunetti, cestista italiana
- 6 ottobre - Daniel Cardoso, calciatore sudafricano
- 6 ottobre - Kim René Elverum Sorsell, ex saltatore con gli sci norvegese
- 6 ottobre - Ulrik Flo, calciatore norvegese
- 6 ottobre - Maki Horikita, attrice, modella e doppiatrice giapponese
- 6 ottobre - KSHMR, disc jockey e produttore discografico statunitense
- 6 ottobre - Johnstone Kibet, maratoneta keniota
- 6 ottobre - Prince Ofori, calciatore ghanese
- 6 ottobre - Samson Kayode Olaleye, calciatore nigeriano
- 6 ottobre - Gerald Phiri, velocista zambiano
- 6 ottobre - Andrew Quarless, ex giocatore di football americano statunitense
- 6 ottobre - Matan Roditi, nuotatore israeliano
- 6 ottobre - Takumi Shimohira, calciatore giapponese
- 6 ottobre - Trey Edward Shults, regista, sceneggiatore e montatore statunitense
- 6 ottobre - Viktor Vasin, ex calciatore russo
- 7 ottobre - Janelle Bekkering, ex cestista canadese
- 7 ottobre - Diego Costa, calciatore brasiliano
- 7 ottobre - Friðrik Dór, cantante islandese
- 7 ottobre - Terrance Ganaway, ex giocatore di football americano statunitense
- 7 ottobre - Miloš Karišik, calciatore serbo
- 7 ottobre - Chaturanga Lakmal, sollevatore singalese
- 7 ottobre - Fiore Manni, blogger, conduttrice televisiva e scrittrice italiana
- 7 ottobre - Kazuya Murata, ex calciatore giapponese
- 7 ottobre - Issouf Ouattara, calciatore burkinabé
- 7 ottobre - Sergej Savin, pallavolista russo
- 7 ottobre - Sandro Sirigu, ex calciatore tedesco
- 7 ottobre - Remo Staubli, ex calciatore svizzero
- 7 ottobre - Tommy Streeter, giocatore di football americano statunitense
- 7 ottobre - Simen Andreas Sveen, fondista norvegese
- 7 ottobre - Sebastiaan Verschuren, ex nuotatore olandese
- 8 ottobre - Sio, fumettista e youtuber italiano
- 8 ottobre - Federico Costa, ex calciatore argentino
- 8 ottobre - Max Felder, attore e doppiatore tedesco
- 8 ottobre - Travis Franklin, ex cestista statunitense
- 8 ottobre - Matteo Giupponi, marciatore italiano
- 8 ottobre - Marvin Hamilton, calciatore inglese
- 8 ottobre - Əfran İsmayılov, ex calciatore azero
- 8 ottobre - Andrej Alekseevič Ivanov, ex calciatore russo
- 8 ottobre - Vladislav Lantratov, ballerino russo
- 8 ottobre - Yousif Mirza, ex ciclista su strada e pistard emiratino
- 8 ottobre - Frédéric Nimani, calciatore francese
- 8 ottobre - Gastón Pagano, ex calciatore uruguaiano
- 8 ottobre - Uendel Pereira Gonçalves, ex calciatore brasiliano
- 8 ottobre - Vincenzo Rennella, ex calciatore francese
- 8 ottobre - Veronica Smedh, ex sciatrice alpina svedese
- 9 ottobre - Sidsel Ben Semmane, cantante danese
- 9 ottobre - Eric Bokanga, ex calciatore congolese (Repubblica Democratica del Congo)
- 9 ottobre - Anthony Gaitor, giocatore di football americano statunitense
- 9 ottobre - Mireia Gutiérrez, ex sciatrice alpina andorrana
- 9 ottobre - Frank Hassell, cestista statunitense
- 9 ottobre - Starling Marte, giocatore di baseball dominicano
- 9 ottobre - Blessing Okagbare, ex velocista e lunghista nigeriana
- 9 ottobre - Scott Quigg, pugile britannico
- 9 ottobre - Carleton Scott, ex cestista statunitense
- 9 ottobre - Mattia Zaccaro Garau, attore italiano
- 10 ottobre - Abdullaziz Al-Dosari, calciatore saudita
- 10 ottobre - Luis Cardozo, calciatore paraguaiano
- 10 ottobre - John Chibuike, ex calciatore nigeriano
- 10 ottobre - Giorgio Da Rin, giocatore di curling italiano
- 10 ottobre - Jean Bernard Diatta, lottatore senegalese
- 10 ottobre - Jessi Kamea, wrestler statunitense
- 10 ottobre - Adrian Foncette, calciatore trinidadiano
- 10 ottobre - Rudy Gestede, ex calciatore francese
- 10 ottobre - Brown Ideye, calciatore nigeriano
- 10 ottobre - Hugo Johnstone-Burt, attore australiano
- 10 ottobre - Linval Joseph, giocatore di football americano statunitense
- 10 ottobre - Kelvin Matute, calciatore camerunese
- 10 ottobre - Rose McIver, attrice neozelandese
- 10 ottobre - Abdulwasiu Showemimo, ex calciatore nigeriano
- 10 ottobre - Toby Smith, ex rugbista a 15 neozelandese
- 10 ottobre - Mance Warner, wrestler statunitense
- 10 ottobre - Natal'ja Zueva, ginnasta russa
- 11 ottobre - Ade Alleyne-Forte, ex velocista trinidadiano
- 11 ottobre - Toney Clemons, giocatore di football americano statunitense
- 11 ottobre - Séamus Coleman, calciatore e allenatore di calcio irlandese
- 11 ottobre - Federico Colosimo, ex pallanuotista italiano
- 11 ottobre - Ivica Džolan, calciatore croato
- 11 ottobre - Giovanna Epis, maratoneta e mezzofondista italiana
- 11 ottobre - Mekonnen Gebremedhin, mezzofondista etiope
- 11 ottobre - Omar Gonzalez, calciatore statunitense
- 11 ottobre - Rika Izumi, modella, attrice e cantante giapponese
- 11 ottobre - Leonardo Lidi, attore e regista teatrale italiano
- 11 ottobre - Petra Matijašević, taekwondoka croata
- 11 ottobre - Jennifer Morales, schermitrice cubana
- 11 ottobre - Lidia Oppo, ex cestista italiana
- 11 ottobre - Katelan Redmon, ex cestista statunitense
- 11 ottobre - Ricochet, wrestler statunitense
- 11 ottobre - Sergiu Ursache, rugbista a 15 romeno
- 11 ottobre - Wanderley Santos Monteiro Júnior, ex calciatore brasiliano
- 11 ottobre - Hair Zeqiri, ex calciatore albanese
- 12 ottobre - Ito Aghayere, attrice nigeriana
- 12 ottobre - Janice Cayman, calciatrice belga
- 12 ottobre - Jules Cluzel, pilota motociclistico francese
- 12 ottobre - Eduardo Dasent, calciatore panamense
- 12 ottobre - André de Santana Ferreira, giocatore di calcio a 5 brasiliano
- 12 ottobre - Stewart Glenister, ex nuotatore samoano americano
- 12 ottobre - Raúl Goni, ex calciatore spagnolo
- 12 ottobre - Valérie Grand'Maison, nuotatrice canadese
- 12 ottobre - Mustapha Haida, kickboxer e thaiboxer marocchino
- 12 ottobre - Óscar Jiménez, calciatore messicano
- 12 ottobre - Glenn Nyberg, arbitro di calcio svedese
- 12 ottobre - Luis Peralta, calciatore nicaraguense
- 12 ottobre - Chris Rucker, ex giocatore di football americano statunitense
- 12 ottobre - Calum Scott, cantante britannico
- 12 ottobre - Nijat Shikhalizada, judoka azero
- 12 ottobre - Lluís Marin Tarroch, ex snowboarder andorrano
- 12 ottobre - Sam Whitelock, rugbista a 15 neozelandese
- 13 ottobre - Daniel Beichler, ex calciatore austriaco
- 13 ottobre - Henry Bonello, calciatore maltese
- 13 ottobre - Ineidis Casanova, cestista cubana
- 13 ottobre - Norris Cole, cestista statunitense
- 13 ottobre - Rome Fortune, rapper statunitense
- 13 ottobre - Charles García, cestista costaricano
- 13 ottobre - Sebastian Gishamer, arbitro di calcio austriaco
- 13 ottobre - Erik Grendel, allenatore di calcio e ex calciatore slovacco
- 13 ottobre - Scott Jamieson, ex calciatore australiano
- 13 ottobre - Emrah Kuş, lottatore turco
- 13 ottobre - Chanel Mokango, cestista della Repubblica Democratica del Congo
- 13 ottobre - Enrique Pérez, ex calciatore messicano
- 13 ottobre - Václav Pilař, calciatore ceco
- 13 ottobre - Lukas Schmitz, ex calciatore tedesco
- 13 ottobre - Alexander Szymanowski, calciatore argentino
- 13 ottobre - Gulverd Tomashvili, calciatore georgiano
- 13 ottobre - Maíra Vieira, modella brasiliana
- 14 ottobre - Yusef Ali, calciatore qatariota
- 14 ottobre - Jones Carioca, calciatore brasiliano
- 14 ottobre - Paul Delecroix, calciatore francese
- 14 ottobre - Saber Khalifa, ex calciatore tunisino
- 14 ottobre - Malick Mané, calciatore senegalese
- 14 ottobre - Jimmy Maurer, calciatore statunitense
- 14 ottobre - MacKenzie Mauzy, attrice e modella statunitense
- 14 ottobre - Calvin Mokoto, canoista sudafricano
- 14 ottobre - Max Thieriot, attore statunitense
- 14 ottobre - Ocean Vuong, poeta e scrittore vietnamita
- 15 ottobre - Douglas Júnior, giocatore di calcio a 5 brasiliano
- 15 ottobre - Megan Hodge, pallavolista statunitense
- 15 ottobre - Dominique Jones, cestista statunitense
- 15 ottobre - Marc Kibong Mbamba, ex calciatore camerunese
- 15 ottobre - Felipe Mattioni, ex calciatore brasiliano
- 15 ottobre - César Mena, ex calciatore colombiano
- 15 ottobre - Imane Merga, mezzofondista etiope
- 15 ottobre - Genny Pagliaro, sollevatrice italiana
- 15 ottobre - Marija Pomazan, atleta paralimpica ucraina
- 15 ottobre - Jenna Talackova, modella e personaggio televisivo canadese
- 15 ottobre - Pablo Vegetti, calciatore argentino
- 15 ottobre - Anastasija Zagorujko, ex biatleta russa
- 15 ottobre - Mesut Özil, ex calciatore tedesco
- 16 ottobre - Tumua Anae, ex pallanuotista statunitense
- 16 ottobre - Tom Ballard, alpinista britannico († 2019)
- 16 ottobre - Ron Brooks, ex giocatore di football americano statunitense
- 16 ottobre - Ikechukwu Ezenwa, ex calciatore nigeriano
- 16 ottobre - Fábio Lima, giocatore di calcio a 5 portoghese
- 16 ottobre - Javier Santana, calciatore dominicano
- 16 ottobre - Torstein Stenersen, ex biatleta svedese
- 16 ottobre - Zoltán Stieber, calciatore ungherese
- 16 ottobre - Igors Tarasovs, calciatore lettone
- 17 ottobre - Aina Aiba, doppiatrice, cantante e wrestler giapponese
- 17 ottobre - Belal Mansoor Ali, mezzofondista bahreinita
- 17 ottobre - Celeste Bissardella, ex hockeista su ghiaccio italiana
- 17 ottobre - Donald Butler, giocatore di football americano statunitense
- 17 ottobre - Sébastien Chardonnet, pilota di rally francese
- 17 ottobre - Federico Colbertaldo, ex nuotatore italiano
- 17 ottobre - Ivan Dorn, cantante e attore ucraino
- 17 ottobre - Serhij Hladyr, ex cestista e allenatore di pallacanestro ucraino
- 17 ottobre - Daniel Hérelle, calciatore francese
- 17 ottobre - Dami Im, cantante australiana
- 17 ottobre - Tōri Matsuzaka, attore e modello giapponese
- 17 ottobre - Dramane Nikièma, calciatore burkinabè
- 17 ottobre - Yūko Ōshima, attrice, cantante e modella giapponese
- 17 ottobre - Matías Platero, hockeista su pista argentino
- 17 ottobre - Marina Salas, attrice spagnola
- 17 ottobre - Emma Samuelsson, schermitrice svedese
- 17 ottobre - Kai Silbermann, ex giocatore di football americano tedesco
- 17 ottobre - Sokhna Sy, ex cestista senegalese
- 17 ottobre - Wallyson, calciatore brasiliano
- 18 ottobre - Efe Ambrose, calciatore nigeriano
- 18 ottobre - Kyle Austin, cestista statunitense
- 18 ottobre - Dane Cameron, pilota automobilistico statunitense
- 18 ottobre - Ophélie Claude-Boxberger, siepista e mezzofondista francese
- 18 ottobre - Mads Glæsner, ex nuotatore danese
- 18 ottobre - Luuka Jones, canoista neozelandese
- 18 ottobre - Yūki Kobayashi, ex calciatore giapponese
- 18 ottobre - Ousman Koli, ex calciatore gambiano
- 18 ottobre - Nina-Katarina Mihovilović, ex sciatrice alpina slovena
- 18 ottobre - Wilfried Moimbé, ex calciatore francese
- 18 ottobre - Marie-Pier Préfontaine, ex sciatrice alpina canadese
- 18 ottobre - Rosa Diletta Rossi, attrice italiana
- 18 ottobre - Andrėj Stas', hockeista su ghiaccio bielorusso
- 18 ottobre - Lars Christopher Vilsvik, calciatore norvegese
- 18 ottobre - Deyvison Denílson de Sousa Bessas, ex calciatore brasiliano
- 19 ottobre - Abdulaziz Al-Misha'an, calciatore kuwaitiano
- 19 ottobre - Xavier Alexander, cestista statunitense
- 19 ottobre - Rashed Alzaabi, cestista emiratino
- 19 ottobre - Jalil Anibaba, ex calciatore statunitense
- 19 ottobre - Drew Dober, artista marziale misto statunitense
- 19 ottobre - Irene Escolar, attrice spagnola
- 19 ottobre - Parveen Kaur, attrice canadese
- 19 ottobre - Claudia Lösch, sciatrice alpina austriaca
- 19 ottobre - Ma Yunwen, pallavolista cinese
- 19 ottobre - Joseph Davide Natullo, nuotatore italiano
- 19 ottobre - Saša Starović, pallavolista bosniaco
- 19 ottobre - Szandra Szögedi, judoka ghanese
- 19 ottobre - Mink van der Weerden, hockeista su prato olandese
- 20 ottobre - Sylvain Barrier, pilota motociclistico francese
- 20 ottobre - Matthew Bartholomew, ex calciatore trinidadiano
- 20 ottobre - Natalia Czerwonka, pattinatrice di velocità su ghiaccio polacca
- 20 ottobre - Sean Evans, cestista statunitense
- 20 ottobre - ASAP Ferg, rapper statunitense
- 20 ottobre - Ma Long, tennistavolista cinese
- 20 ottobre - Francena McCorory, velocista statunitense
- 20 ottobre - Jeevan Nedunchezhiyan, tennista indiano
- 20 ottobre - Risa Niigaki, cantante e attrice giapponese
- 20 ottobre - Conor O'Brien, ex calciatore statunitense
- 20 ottobre - Candice Swanepoel, supermodella sudafricana
- 20 ottobre - Danya Taymor, regista teatrale statunitense
- 20 ottobre - Agustín Torassa, calciatore argentino
- 20 ottobre - Noémie Wolfs, cantante belga
- 20 ottobre - Gilberto dos Santos Souza Júnior, calciatore brasiliano
- 21 ottobre - Mads Dahm, calciatore norvegese
- 21 ottobre - Mike Davis, ex cestista statunitense
- 21 ottobre - Diego Steven Gómez, ex calciatore colombiano
- 21 ottobre - Hélder Silva Santos, calciatore brasiliano
- 21 ottobre - Hope Hicks, politica e funzionaria statunitense
- 21 ottobre - Ousman Jallow, ex calciatore gambiano
- 21 ottobre - Ramón Lentini, calciatore argentino
- 21 ottobre - Blanca Suárez, attrice spagnola
- 21 ottobre - Jonathan Parr, ex calciatore norvegese
- 21 ottobre - Glen Powell, attore statunitense
- 21 ottobre - Mark Rendall, attore canadese
- 21 ottobre - Daniel Schorn, ex ciclista su strada austriaco
- 21 ottobre - Arcëm Vas'koŭ, calciatore bielorusso
- 21 ottobre - Gonzalo Verdú, calciatore spagnolo
- 21 ottobre - Maurício José da Silveira Júnior, calciatore brasiliano
- 22 ottobre - Sarah Barrow, tuffatrice britannica
- 22 ottobre - Marqus Blakely, ex cestista statunitense
- 22 ottobre - Antoinette Borg, cestista maltese
- 22 ottobre - Thiago Pinto Borges, calciatore brasiliano
- 22 ottobre - Farès Brahimi, ex calciatore algerino
- 22 ottobre - Parineeti Chopra, attrice indiana
- 22 ottobre - Katherine David, modella boliviana
- 22 ottobre - Aykut Demir, calciatore turco
- 22 ottobre - Ross Draper, calciatore inglese
- 22 ottobre - Guilherme Milhomem Gusmão, ex calciatore brasiliano
- 22 ottobre - Corey Hawkins, attore statunitense
- 22 ottobre - Mladen Kocić, giocatore di calcio a 5 serbo
- 22 ottobre - Bogi Løkin, calciatore faroese
- 22 ottobre - Matteo Mandorlini, calciatore italiano
- 22 ottobre - Billy McKay, calciatore nordirlandese
- 22 ottobre - Ilse van der Meijden, pallanuotista olandese
- 22 ottobre - Fausto Montero, calciatore argentino
- 22 ottobre - Muarem Muarem, ex calciatore macedone
- 22 ottobre - Veronica Puccio, doppiatrice italiana
- 22 ottobre - Claudio Ramiadamanana, ex calciatore malgascio
- 22 ottobre - Sharon Rooney, attrice britannica
- 22 ottobre - Alfred Sankoh, ex calciatore sierraleonese
- 22 ottobre - Adilson Tavares Varela, ex calciatore capoverdiano
- 22 ottobre - Alisa Vetterlein, ex calciatrice tedesca
- 22 ottobre - Chris Warren, cestista statunitense
- 23 ottobre - Hadisi Aengari, calciatore salomonese
- 23 ottobre - Nicolaj Agger, ex calciatore danese
- 23 ottobre - Nia Ali, ostacolista statunitense
- 23 ottobre - Dani Clos, pilota automobilistico spagnolo
- 23 ottobre - Jordan Crawford, ex cestista statunitense
- 23 ottobre - Raphael E. Cuomo, medico statunitense
- 23 ottobre - Georges Gope-Fenepej, calciatore francese
- 23 ottobre - Vladimir Ikraš, giocatore di football americano serbo
- 23 ottobre - Kim Song-gi, ex calciatore nordcoreano
- 23 ottobre - Jesús Rodríguez, calciatore cubano
- 23 ottobre - Viktorija Rusakova, pallavolista russa
- 23 ottobre - Pavel Şabalïn, calciatore kazako
- 23 ottobre - Aleksandr Salugin, ex calciatore russo
- 23 ottobre - Kristoffer Sandtrøen, giocatore di calcio a 5 e calciatore norvegese
- 23 ottobre - Elsie Uwamahoro, nuotatrice burundese
- 24 ottobre - Ibsen Castro, calciatore salvadoregno
- 24 ottobre - Deng Zhuoxiang, allenatore di calcio e ex calciatore cinese
- 24 ottobre - Eduardo Neto, calciatore brasiliano
- 24 ottobre - Emilia Fahlin, ciclista su strada svedese
- 24 ottobre - Chris Forcier, giocatore di football americano statunitense
- 24 ottobre - Chris Goulding, cestista australiano
- 24 ottobre - Tarek Hamed, calciatore egiziano
- 24 ottobre - Chris Hogan, ex giocatore di football americano statunitense
- 24 ottobre - Julija Kalina, sollevatrice ucraina
- 24 ottobre - Omar Kavak, calciatore olandese
- 24 ottobre - Luka Lapornik, cestista sloveno
- 24 ottobre - Christopher Linke, marciatore tedesco
- 24 ottobre - Jaime Mata, calciatore spagnolo
- 24 ottobre - Ivan Mitrov, calciatore macedone
- 24 ottobre - Antonio Ríos, ex calciatore messicano
- 24 ottobre - Aleksandr Volkov, artista marziale misto russo
- 25 ottobre - Fredrik Andersson, calciatore svedese
- 25 ottobre - Ivan Basara, pallanuotista serbo
- 25 ottobre - Daan Bovenberg, ex calciatore olandese
- 25 ottobre - Chase Buford, allenatore di pallacanestro e ex cestista statunitense
- 25 ottobre - Akel Clarke, calciatore guyanese
- 25 ottobre - Robson Conceição, pugile brasiliano
- 25 ottobre - Péter Kovács, cestista ungherese
- 25 ottobre - Lewis McGugan, ex calciatore inglese
- 25 ottobre - Boris Moubhibo Ngonga, calciatore congolese (Repubblica del Congo)
- 25 ottobre - Kenan Mpargkan, ex calciatore greco
- 25 ottobre - Lucas Márquez, ex calciatore argentino
- 25 ottobre - Chandler Parsons, ex cestista statunitense
- 25 ottobre - Kaz Patafta, calciatore australiano
- 25 ottobre - Nina Pušlar, cantante slovena
- 25 ottobre - Jirawat Sornwichian, giocatore di calcio a 5 thailandese
- 25 ottobre - Manuel Wallner, calciatore austriaco
- 25 ottobre - Abdoul Karim Yoda, calciatore francese
- 25 ottobre - Andrea Zerini, cestista italiano
- 26 ottobre - Tevfik Altındağ, calciatore turco
- 26 ottobre - Vincenzo Capelli, canottiere italiano
- 26 ottobre - Ameeksha Dilchand, modella mauriziana
- 26 ottobre - Marquette King, giocatore di football americano statunitense
- 26 ottobre - Lynel Kitambala, calciatore francese
- 26 ottobre - Christodoulos Kolomvos, pallanuotista e nuotatore greco
- 26 ottobre - Vicky Longley, attrice inglese
- 26 ottobre - Filippo Rocchi, pallanuotista e allenatore di pallanuoto italiano
- 26 ottobre - Nicolás Sánchez, rugbista a 15 argentino
- 26 ottobre - Manuel Seidl, ex calciatore austriaco
- 26 ottobre - Francesco Signori, ex calciatore italiano
- 26 ottobre - Little Caprice, attrice pornografica ceca
- 27 ottobre - Federico Aguerre, cestista argentino
- 27 ottobre - Basem Ali, calciatore egiziano
- 27 ottobre - Brady Ellison, arciere statunitense
- 27 ottobre - Jorge Fellipe, calciatore brasiliano
- 27 ottobre - Viktor Genev, calciatore bulgaro
- 27 ottobre - Vol'ha Isceljacova, ex cestista bielorussa
- 27 ottobre - Modou Jobe, calciatore gambiano
- 27 ottobre - Aaron Johnson, ex cestista statunitense
- 27 ottobre - Marija Karakaševa, pallavolista bulgara
- 27 ottobre - Fashawn, rapper statunitense
- 27 ottobre - Agnese Pastare, marciatrice lettone
- 27 ottobre - Bilal Powell, ex giocatore di football americano statunitense
- 27 ottobre - Ciro Rius, calciatore argentino
- 27 ottobre - T.J. Rivera, giocatore di baseball statunitense
- 27 ottobre - Andreas Staurou, calciatore cipriota
- 27 ottobre - Evan Turner, ex cestista e allenatore di pallacanestro statunitense
- 28 ottobre - Enrica Cipriani, ex sciatrice alpina italiana
- 28 ottobre - Kévin Estre, pilota automobilistico francese
- 28 ottobre - Caterina Giacchetti, ex nuotatrice italiana
- 28 ottobre - Alexander Gorgon, calciatore austriaco
- 28 ottobre - Vladimirs Kamešs, calciatore lettone
- 28 ottobre - Frank Kearse, giocatore di football americano statunitense
- 28 ottobre - Kim Un-guk, sollevatore nordcoreano
- 28 ottobre - Raphaël Lakafia, rugbista a 15 francese
- 28 ottobre - Gary McGhee, cestista statunitense
- 28 ottobre - Andrew McMillan, poeta britannico
- 28 ottobre - Omar Mendoza, calciatore messicano
- 28 ottobre - Federico Moretti, ex calciatore italiano
- 28 ottobre - Devon Murray, attore irlandese
- 28 ottobre - Shey Peddy, cestista statunitense
- 28 ottobre - Andrea Peron, ciclista su strada italiano
- 28 ottobre - John Roberson, cestista statunitense
- 28 ottobre - Garrett Sim, cestista statunitense
- 28 ottobre - Jamie xx, disc jockey e produttore discografico britannico
- 28 ottobre - André Thomas, calciatore americo-verginiano
- 28 ottobre - Nassira Traoré, ex cestista maliana
- 28 ottobre - Anas Zniti, calciatore marocchino
- 28 ottobre - Camila Brait, pallavolista brasiliana
- 29 ottobre - Boris Alfaro, ex calciatore panamense
- 29 ottobre - Cortez Allen, giocatore di football americano statunitense
- 29 ottobre - Flavia Biondi, fumettista italiana
- 29 ottobre - Igor Bratič, giocatore di calcio a 5 sloveno
- 29 ottobre - Maria Giulia Ciucci, doppiatrice italiana
- 29 ottobre - Ryan Cochrane, ex nuotatore canadese
- 29 ottobre - Ana Foxxx, attrice pornografica statunitense
- 29 ottobre - Florin Gardoș, ex calciatore rumeno
- 29 ottobre - Sylvain Gbohouo, calciatore ivoriano
- 29 ottobre - Ariajasuru Hasegawa, ex calciatore giapponese
- 29 ottobre - Janoris Jenkins, giocatore di football americano statunitense
- 29 ottobre - Jong Chol-min, calciatore nordcoreano
- 29 ottobre - Aleksei Kangaskolkka, ex calciatore russo
- 29 ottobre - Andy King, allenatore di calcio e ex calciatore gallese
- 29 ottobre - Lee Ji-hoon, attore sudcoreano
- 29 ottobre - Sebastian Mannström, calciatore finlandese
- 29 ottobre - Kieran Murtagh, calciatore antiguo-barbudano
- 29 ottobre - Dmitrij Musėrskij, pallavolista ucraino
- 29 ottobre - Mario Paglialunga, ex calciatore argentino
- 29 ottobre - Saladin Said, ex calciatore etiope
- 29 ottobre - Nassima Saifi, atleta paralimpica algerina
- 29 ottobre - Kayne Vincent, calciatore neozelandese
- 29 ottobre - Võ Hoàng Yến, modella vietnamita
- 30 ottobre - Tandara Caixeta, pallavolista brasiliana
- 30 ottobre - Moussa Dembélé, ostacolista senegalese
- 30 ottobre - Jael Ferreira, calciatore brasiliano
- 30 ottobre - Silvia Lussana, pallavolista italiana
- 30 ottobre - Janel Parrish, attrice e cantante statunitense
- 30 ottobre - Joe Vellano, giocatore di football americano statunitense
- 31 ottobre - Guillermo Acosta, calciatore argentino
- 31 ottobre - Cole Aldrich, ex cestista statunitense
- 31 ottobre - Aiden Ashley, attrice pornografica statunitense
- 31 ottobre - Eglė Balčiūnaitė, mezzofondista lituana
- 31 ottobre - Sébastien Buemi, pilota automobilistico svizzero
- 31 ottobre - Gracie Elvin, ex ciclista su strada e ex mountain biker australiana
- 31 ottobre - Myles Jury, artista marziale misto statunitense
- 31 ottobre - Joel Martínez, ex calciatore andorrano
- 31 ottobre - Jeffrey Menzel, pallavolista statunitense
- 31 ottobre - Megan Pinske, ex cestista canadese
- 31 ottobre - Anton Ponomarëv, ex cestista kazako
- 31 ottobre - LaMarcus Reed, ex cestista statunitense
- 31 ottobre - Issife Soumahoro, ex cestista francese
- 31 ottobre - Yohann Thuram-Ulien, ex calciatore francese
- 31 ottobre - Gabriel Torres, calciatore panamense
- 31 ottobre - Elizabeth Yarnold, skeletonista britannica
- 31 ottobre - Stepan Zuev, ex sciatore alpino russo